# NGC 7724
NGC 7724 ist eine Balken-Spiralgalaxie vom Hubble-Typ SBb im Sternbild Aquarius auf der Ekliptik. Sie ist schätzungsweise 90 Millionen Lichtjahre von der Milchstraße entfernt und hat einen Durchmesser von etwa 40.000 Lichtjahren. Gemeinsam mit NGC 7727 bildet sie ein gravitativ gebundenes Galaxienpaar und ist Mitglied der NGC 7727-Gruppe (LGG 480).

Im selben Himmelsareal befindet sich u. a. die Galaxie NGC 7723.
Das Objekt wurde am 27. November 1785 von dem deutsch-britischen Astronomen Wilhelm Herschel entdeckt.